# Música folclórica de Mato Grosso do Sul
A Música típica de Mato Grosso do Sul é o conjunto de manifestações musicais desenvolvidas pela população sul-mato-grossense. A música tradicional estadual é uma mistura de várias contribuições das muitas migrações ocorridas em seu território.

## Instrumentos musicais
- Acordeão: o som do acordeão é criado quando o ar que está no fole passa por entre duas palhetas (localizadas no chamado castelo, dentro do fole), que vibram mais grave ou agudo de acordo com a distância entre elas (quando mais distantes, mais grave o som) e seu tamanho (quanto maior, mais grave o som produzido). Quanto mais forte o ar é forçado para as palhetas, mais intenso é o som. O ar é proveniente do fole, que é aberto ou fechado com o auxílio do braço esquerdo. A maioria dos acordeoes tem 4 vozes, que são diferentes oitavas para uma mesma tecla ou botão. Portanto, num acordeão de quatro vozes com o registro 'master' pressionado, ao tocar um Dó, na verdade são tocados dois Dós na oitava que pressionou, um Dó uma oitava acima e um Dó na oitava abaixo, e isso é responsável pelo som único do acordeão.[1]
- Flauta: possui um som melodioso, de timbre suave e doce.[2] Seu som depende essencialmente, por um lado, da natureza e da direção da onda de ar e, por outro, do comprimento da coluna de ar. O som fundamental da flauta é o DÓ3, a partir do qual a extensão do instrumento é de 3 oitavas, graças aos harmónicos 2 e 4 (oitava e dupla oitava), cuja emissão é obtida pela modificação da pressão do sopro.[3]
- Ganzá: é um instrumento musical de percussão utilizado no samba e outros ritmos brasileiros. O ganzá é classificado como um idiofone executado por agitação. É um tipo de chocalho, geralmente feito de um tubo de metal ou plástico em formato cilíndrico, preenchido com areia, grãos de cereais ou pequenas contas. O comprimento do tubo pode variar de quinze até mais de 50 centímetros. Os tubos podem ser duplos ou até triplos.[4]
- Harpa com formato sempre triangular lembrando um arco de caça, a harpa é constituída pela caixa de ressonância, coluna, pescoço(s), pedais e cordas.[5]
- Reco-reco: também chamado raspador, caracaxá ou querequexé, é um termo genérico que indica os idiofones cujo som é produzido por raspagem. Há dois tipos básicos de reco-reco. O brasileiro, que é feito de aço, e o de madeira, muito comum em estilos de música latino-americanos como a cumbia e a salsa. Este  último é constituído de um gomo de bambu ou uma pequena ripa de madeira com talhos transversais. A raspagem de uma baqueta sobre os talhos produz o som.[6]
- Viola-de-cocho: instrumento construído artesanalmente pelos próprios violeiros, que usam materiais da região, como a madeira do sarã ou timbaúba (ou chimbuva), cola de poca, cordas de tripa de bugio ou de ema. Estudada por alguns pesquisadores, acredita-se que a viola de cocho tenha se originado do alaúde, instrumento musical usado durante a Idade Média que, vindo do Oriente Médio chegou à Europa. Imagina-se que tenha chegado ao Pantanal por volta do século XVIII, pela Bacia do Prata, único elo de ligação da Província de Mato Grosso com o mundo naquela época.[7]
- Violão: possui corda de nylon ou aço, concebida inicialmente para a interpretação de peças de música erudita. O corpo é oco e chato, em forma de oito, e feito de várias madeiras diferentes. O braço possui trastes que a tornam um instrumento temperado. As versões mais comuns possuem seis cordas de nylon, mas há violões com outras configurações, como o violão de sete cordas e o violão baixo, com 4 cordas, afinadas uma oitava abaixo das 4 cordas mais graves do violão.[8]
- Viola caipira: a viola caipira tem características muito semelhantes ao violão. Tanto no formato quanto na disposição das cordas e acústica, porém é um pouco menor. Existem diversos tipos de afinações para este instrumento, sendo utilizados de acordo com a preferência do violeiro. As mais conhecidas são Cebolão, Rio Abaixo, Boiadeira e Natural.[9]

## Gêneros
- Chamamé: gênero musical que em sua origem se integram raízes culturais dos povos indígenas guaranis, dos exploradores espanhóis e até de imigrantes italianos. Na Argentina, o chamamé é dançado em compasso ternário, ou seja o chamamé valsado, na língua indígena guarani, chamamé quer dizer improvisação. O chamamé é o resultado do amor, da fusão de raças (etnias), que misturadas com o tempo contaram a história do ser humano e de sua paisagem, projetando-se inclusive para outras fronteiras. Utiliza o acordeão e o violão como instrumentos principais.[10][11]
- Guarânia: gênero musical de origem paraguaia, em andamento lento, geralmente em tom menor. As canções conhecidas são: Índia, Ne rendápe aju, Panambi Vera e Paraguaýpe criado orquestra sinfônica modo baseado em poemas, canções com sinfônico e acompanhamentos [12]
- Moda de viola: é uma expressão da música caipira brasileira que foi formado a partir das toadas, cantigas, viras, canas-verdes, valsinhas e modinhas, união de influências européias, ameríndias e africanas. Com uma estrutura que admite solos de viola e versos longos, intercalados por refrões, com letras extensas e que contam fatos históricos bem como acontecimentos marcantes da vida das comunidades onde são feitas, as modas de viola ganham vida independente do catira. A métrica geralmente é de sete sílabas (redondilha maior), aparecendo por vezes a de cinco sílabas (redondilha menor)[13]
- Polca paraguaia: também chamada de Danza Paraguaya (do espanhol, dança paraguaia), é um estilo musical criado no Paraguai no século XIX.[14]
- Sertanejo: outrora chamada genericamente de modas, toadas, cateretês, chulas, emboladas e batuqus, cujo som da viola é predominante. Foi propagado por uma série de duplas, com a utilização de violas e dueto vocal. Esta tradição segue até os dias atuais, tendo a dupla geralmente caracterizada por cantores com voz tenor (mais aguda), nasal e uso acentuado de um falsete típico. Enquanto o estilo vocal manteve-se relativamente estável ao longo das décadas, o ritmo, a instrumentação e o contorno melódico incorporaram aos poucos elementos de gêneros disseminados pela indústria cultural.[15]
- Sertanejo universitário: grandes nomes da música de Mato Grosso do Sul tais como Munhoz e Mariano, João Bosco e Vinicius, Victor e Vinicius,Maria Cecilia e Rodolfo, Luan Santana, Ramiro e Rafael e muitos outros nomes.[16][17]
- Vanerão: também conhecido como limpa-banco, tem o andamento mais rápido do que a vanera, prestando-se ao virtuosísmo do gaiteiro de gaita piano ou botonera (voz trocada), sendo assim muitas vezes um tema instrumental. Quanto à forma musical, o vanerão pode ser construído em três partes (rondó), utilizado em ritmos tradicionais brasileiros como o choro e a valsa. Quando cantado, dependendo do andamento e da divisão rítmica da melodia, exige boa e rápida dicção por parte dos intérpretes. O Vanerão com sua vivacidade exige bastante energia, tantos dos músicos, como dos bailadores. Os passos do Vaneirão devem ser executados em quatro movimentos para cada lado, o conhecido dois pra lá e dois pra cá. Na dança as pessoas usam roupas originárias da Europa e Oriente Médio.[carece de fontes?]

## Danças típicas
Em Mato Grosso do Sul, as quadrilhas estão restritas nos cabarés e algumas associações, numa tentativa de aproveitamento folclórico. São raros os grupos originais, geralmente do meio rural, que conservam algumas partes da quadrilha, como as contra danças inseridas nas comemorações locais. O Estado do Mato Grosso do Sul pode ser mapeado e dividido em 4 partes, de acordo com as danças:

### Região de Campo Grande
Compreende a capital e região central do estado. Influência paulista, mineira e sulista.
- Polca-rock: gênero que se baseia em ritmos fronteiriços, como a polca-paraguaia, o chamamé, a guarânia, o rasqueado,e o carnaval, cururu e outros movimentos musicais que englobam o 3/4.

### Região do bolsão
Compreende a porção nordeste do estado - relativa à bacia Sucuriú de Costa Rica a Três Lagoas, incluindo os municípios de Camapuã e seus distritos. Possui influência paulista e mineira.
- Arara, Cobrinha ou Revirão: muito comum no resto do Brasil, recebe vários nomes, como a dança da vassoura ou dança do chapéu. Sua execução começa com um dançador, que deve tirar outro e outro, até que a fila apresente-se longa, virando ora para um lado, ora para o outro, fazendo movimentos semelhantes aos de uma cobra. Em determinado momento, os dançadores juntam-se aos pares e aquele que estiver sozinho deve requisitar o par do outro. Quando a música é interrompida, aquele que estiver só, deve pagar uma "prenda", geralmente declamando um verso.
- Caranguejo: dança de roda que é desenvolvida aos pares que batem palmas e sapateiam, permeando com volteados e passeios. Ë uma ciranda executada nos bailes rurais, nos momentos em que tendem a desanimar.
- Catira: É dançada ao som da moda de viola e alegrada pelos "recortados", quando os dançadores intercalam longa série de sapateado e palmeado. É uma dança só de homens, e a mulher raramente participa dela, apenas em momentos de reserva familiar. Geralmente é dançada nas festas antes de começar o baile.
- Engenho de Maromba: possui ritmo valseado e seus movimentos imitam o movimento do Engenho de Cana. As fileiras de homens e de mulheres rodam em sentidos contrários entre si, entrecruzando-se na evolução. Os versos cantados no engenho são "chorados" como o próprio engenho de cana. É uma dança executada em finais de baile como forma de despedida.
- Engenho Novo: dança cuja coreografia assemelha-se ao movimento do engenho de cana, e seus versos lembram passagens de trabalho com essa máquina e também conversas entre seus operadores. Ao contrário da dança anterior, a música possui andamento rápido e alegre.
- Sarandi ou Cirandinha: ciranda que mantém a mesma melodia da roda infantil Ciranda, Cirandinha. É uma dança de roda, em que os pares dão meias-voltas e voltas inteiras, trocando seus pares. Esse movimento é repetido tantas vezes quanto é o números de pares, intercalando, cada um apresenta seu verso para a moça, para o rapaz ou para o público presente.

### Região do Complexo do Pantanal
Compreende a porção oeste do Estado. Cultura pantaneira, desde a fundação de Corumbá e com a formação da cultura Cuiabana no século XVIII, possuindo influência gaúcha, paraguaia, boliviana e argentina.
- Cururu: atualmente se caracteriza como uma brincadeira, mas ainda preserva alguns passos de dança, executados pelos violeiros, como flexões simples/complicadas, a fim de proporcionar animação. É praticada apenas por homens que tocam suas violas de cocho e ganzás ou cracachás (reco-recos), cantando versos conhecidos ou improvisados, conforme o momento requerer e as toadas falam das coisas do cotidiano pantaneiro.
- Siriri: dança animada em que os pares colocados em fila ou roda descrevem gestos alegres e gentis, com palmas aos pares e ao som de toadas. Os movimentos são de fileiras simples, duplas, frente a frente, roda e túnel. Recebem nomes como: barco do alemão, carneiro dá, canoa virou, "vamos dispidi". Os instrumentos usados para música são: viola de cocho, reco-reco, (ganzá) de bambu com talho no sentido longitudinal e tocado com um pedaço de osso e o mocho (tambor) tocado freneticamente com dois bastões de madeira.

### Região sul e fronteira
Compreende a porção sul e sudeste. (influência paraguaia, japonesa e gaúcha).
- Chupim: dança que simboliza a polca paraguaia, representado por três pares, que imitam a ave de mesmo nome cortejando as fêmeas. Frequentemente vai-se ao encontro do Carão, imitação do pássaro de mesmo nome, que é um ave de rapina que tenta roubar de qualquer jeito a fêmea/dama do seu companheiro. É acrescentado ainda toques de castanholas, com os dedos das mãos, da aculturação dos espanhóis. Possui como movimentos a catena, tourear o par, danças e rodar o par.
- Mazurca: dança igual a rancheira, que é muito comum na região Sul do Brasil e segue o mesmo formato dos bailes sulistas.
- Palomita: dança de salão executada sob o som de polca paraguaia e/ou chamamé. No Paraguai se utiliza um gênero de mesmo nome para tal dança, com revezamento entre casais participantes.
- Polca de Carão: chamada também de Polca do Fora, a dança é uma brincadeira que consiste em os dançantes levarem um carão (ou um fora) do seu pretendente. E continua até que todos levem um carão.
- Toro Candil: caracteriza-se mais como uma brincadeira do que como dança ou folguedo. É feita com o boi (toro em espanhol) feito de arame, pano e a ossada natural da cara do boi, que é abatido para a festa. Duas tochas com fogo aceso são colocadas ao chifre do boi candeeiro (candil em espanhol). Brincantes mascarados (mascaritas em espanhol) fazem apresentações vestidos para não serem reconhecidos (ambos os sexos) brincando entre si e mudam o seu idioma para o guarani. Enquanto o Toro Candil não chega, faz-se a brincadeira do bola-ta-ta (bola de pano embebida em óleo e acesa), daí chuta-se a bola de um brincante para outro até ela apagar totalmente. Então entra em cena o Toro Candil para alcance do auge da festa. Quando ficam cansados, vão para o salão e dançam (pode-se dançar com outro brincante do mesmo sexo, pois eles não se conhecem) no ritmo de salsas e merengues.
- Xote aos Pares: também chamado de Xote de Três, é uma dança equivalente ao Xote de Duas Damas, que é muito executado na Região Sul do Brasil.
- Xote Inglês: trazida pelos migrantes do Sul do Brasil, possui formato de xote com duas divisões bem definidas: uma com o ritmo que leva a marcação do giro executado pelo par com seis passos girando á esquerda e depois mais seis passos para a direita e na sequência marca-se dois passos para a esquerda e dois para a direita com um giro para a direita com mais três passos repetidos nessa segunda parte. Após volta-se ao início e a dança continua até o fim.